# Стоян Заимов (квартал на Сливен)
Вижте пояснителната страница за други значения на Стоян Заимов (квартал в Сливен).
„Стоян Заимов“ е квартал на българския град Сливен. Състои се от 39 жилищни блокa, къщи няма. Разделен е от бул. „Бургаско шосе“ и ул. „Илинденско въстание“ на три части: северна (13 блока), източна (7 блока) и южна (19 блока – 6 тухлени и 13 панелни).

## География
Разположен е в източната част на Сливен, около бул. „Бургаско шосе“. На север граничи с ж.к. „Младост“ и парка на военната болница, на юг – с кв. „Даме Груев“ и военно поделение 22220, на запад – със Смесена многофункционална зона-Бургаско шосе и кв. „Руски“, на изток – с военни поделения и ж.к. „Младост“.

## История
Кварталът е изграден за настаняване на военнослужещи и първоначално носи името „Владимир Заимов‟. Създаването му започва с построяването на няколко едноетажни постройки част от тях са разрушени, а останалите се намират северно на квартала и са превърнати в циганска махала. След това са изградени няколко по-ниски блока, постепенно височината на сградите нараства, като най-високите блокове 78 и 80 са на по 12 етажа. Началото на панелното строителство в кв. „Владимир Заимов“ е дадено с блок 79, чието строителство започва през 1985 г. и завършва през месец февруари 1986 г. Блок 79 е и първият (за сега единствен) саниран блок в квартал Стоян Заимов по Националната програма за енергийна ефективност на многофамилни жилищни сгради. На мястото на закрити военни поделения от южната страна на квартала са построени още панелни жилищни блокове и детска градина „Зорница‟. След 1990 г. кварталът е преименуван на „Стоян Заимов“.

## Образование и култура
В квартала няма училище, детска градина „Зорница‟ е открита през 1990 г. Между ж.к. „Заимов“ и ж.к. „Младост“ се намира филиал на Технически университет – София. От южната страна на бул. „Бургаско шосе“ се намира стадион „Академик‟ (бивш „Военен стадион‟).

## Икономика
В квартала няма значими стопански предприятия.